# Haemomaster
Haemomaster is een monotypisch geslacht van straalvinnige vissen uit de familie van de parasitaire meervallen (Trichomycteridae).

## Soort
- Haemomaster venezuelae Myers, 1927